# Coryphantha neglecta
Coryphantha neglecta är en kaktusväxtart som beskrevs av L. Bremer. Coryphantha neglecta ingår i släktet Coryphantha, och familjen kaktusväxter. Inga underarter finns listade i Catalogue of Life.